# November 1989
Portal Geschichte | Portal Biografien | Aktuelle Ereignisse | Jahreskalender | Tagesartikel

◄ |
19. Jahrhundert |
20. Jahrhundert
| 21. Jahrhundert

◄ |
1950er |
1960er |
1970er |
1980er
| 1990er | 2000er | 2010er | ►

◄ |
1985 |
1986 |
1987 |
1988 |
1989
| 1990 | 1991 | 1992 | 1993 | ►

◄ |
August 1989 |
September 1989 |
Oktober 1989 |
November 1989 |
Dezember 1989 |
Januar 1990 |
Februar 1990 |
►
Dieser Artikel behandelt tagesbezogene Nachrichten und Ereignisse im November 1989.

## Tagesgeschehen

### Mittwoch, 1. November 1989

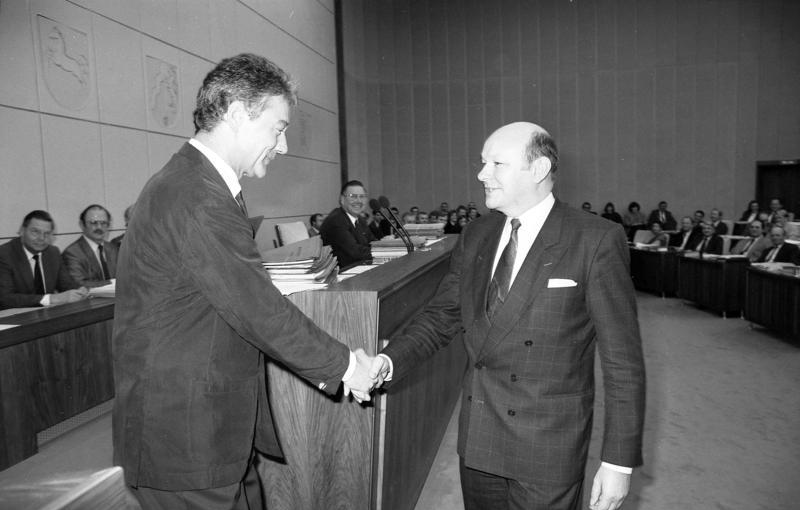
Björn Engholm, Walter Momper

- Bonn/Deutschland: Der Regierende Bürgermeister von Berlin Walter Momper (SPD) tritt sein Amt als Präsident des Bundesrates an.[1]
- Islamabad/Pakistan: In einer Abstimmung in der Nationalversammlung mit dem Ziel, der Premierministerin Benazir Bhutto  (Volkspartei) das Misstrauen auszusprechen, fehlen den Befürwortern von Bhuttos Entmachtung zwölf Stimmen.[2][3]
- Managua/Nicaragua: Im Contra-Krieg erklärt die Regierung der Sandinistischen Nationalen Befreiungsfront unter Daniel Ortega die Waffenruhe zwischen dem Staat und den Contra-Rebellen für beendet. Weder habe die Entwaffnung der Staatsgegner große Fortschritte gemacht noch sei die Waffenruhe ausreichend respektiert worden.[4]
- Moskau/Sowjetunion: Das Zentralkomitee der KPdSU versichert seinem Gast Egon Krenz, dem Generalsekretär des Zentralkomitees der SED, eine „effektive Zusammenarbeit“ während der „revolutionären Umgestaltung“ in der DDR. Egon Krenz, der erst im Oktober zum De-facto-Staatsoberhaupt der DDR aufstieg, bewertet die Rückendeckung aus Moskau als Garantie für eine stabile Entwicklung seines Landes.[5]

### Donnerstag, 2. November 1989
- Bonn/Deutschland: Der Bundestagsabgeordnete Otto Schily verlässt die Partei Die Grünen, legt sein Mandat nieder und tritt in die SPD ein. 1983 war Schily Teil der ersten Bundestagsfraktion der Grünen, die er inzwischen aufgrund interner Kämpfe zwischen „Realos“ und „Fundis“ als dauerhafte Oppositionspartei betrachtet.[6]
- Stockholm/Schweden: Ein Revisionsgericht widerruft das Urteil gegen den Kleinkriminellen Christer Pettersson, den das Stockholmer Tingsrätt im Sommer des Mordes am schwedischen Regierungschef Olof Palme von der Sozialdemokratischen Arbeiterpartei im Februar 1986 schuldig sprach. Das Gericht begründet die Aufhebung des Urteils mit schwerwiegenden Fehlern während der polizeilichen Ermittlungen. Pettersson muss aus der Haft entlassen werden.[7]

### Freitag, 3. November 1989
- Wilna/Sowjetunion: Der Sowjet der völkerrechtlich nicht souveränen Litauischen SSR verabschiedet ein Gesetz, nach dem alle Einwohner der Republik unabhängig von ihrer Volkszugehörigkeit litauische Staatsbürger werden können, sofern sie nicht eines anderen Landes Staatsbürger sind. Das Gesetz wendet sich konkret an die russische Minderheit, deren Angehörige sich zwischen ihrer Heimat und Litauen entscheiden sollen.[8]

### Samstag, 4. November 1989

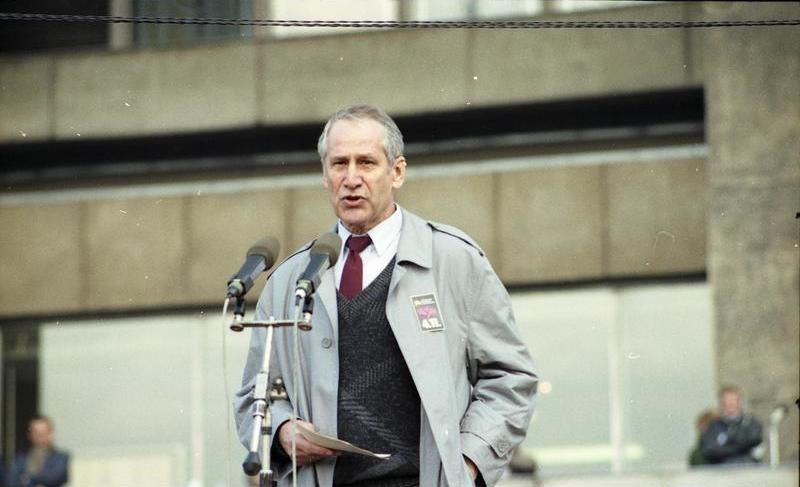
Markus Wolf

- Berlin/Deutschland: An der ersten genehmigten Demonstration in der Geschichte der DDR, deren Ausrichter weder eine staatliche noch eine  den sozialistischen Staat tragende Organisation ist, nehmen auf dem Alexanderplatz im Bezirk Mitte mindestens 200.000 Menschen teil. Zu den Rednern gehören mit dem Rechtsanwalt Gregor Gysi, der Schriftstellerin Christa Wolf und dem Politiker Markus Wolf auch ehemalige und aktuelle Mitglieder der seit 1949 regierenden Partei SED.[9][10][11]

### Sonntag, 5. November 1989
- Akkar/Libanon: Im Flughafengebäude von al-Qulay'at wählt die Nationalversammlung wenige Tage nach dem Ende des Bürgerkriegs ein neues Staatsoberhaupt. Seit Amin Gemayels Ausscheiden aus dem Amt im September 1988 konnte sich das Parlament auf keinen Nachfolger einigen, nun fällt die Wahl auf René Moawad. Aus Sicherheitsgründen findet die Sitzung nicht in der Hauptstadt Beirut statt.[12]
- Athen/Griechenland: Die Neuwahlen zum Griechischen Parlament bringen wie die Wahlen im Juni keine eindeutigen Mehrheitsverhältnisse. Erneut liegt die Partei Nea Dimokratia 20 Sitze vor der regierenden Panhellenischen Sozialistischen Bewegung (Pasok) und müsste zur Regierungsbildung eine Koalition mit der Pasok oder der drittstärksten Kraft Synaspismos eingehen.[13]

### Montag, 6. November 1989
- Canberra/Australien: Der erste Gipfel der Asiatisch-Pazifischen Wirtschaftsgemeinschaft APEC beginnt als informelles Treffen von Ministern aus zwölf Staaten. Die Mitglieder verfolgen das Fernziel einer Freihandelszone.[14]
- St. Louis/Vereinigte Staaten: Als die 16-jährige Palestina Isa später nach Hause kommt als vereinbart, sehen ihre Eltern die Familienehre gefährdet. Die Mutter, eine Brasilianerin, hält das Mädchen fest und der Vater, ein gebürtiger Palästinenser, ersticht es. Über ein Abhörgerät in der Wohnung wird die Sicherheitsbehörde FBI Zeuge des Ehrenmords.[15]

### Dienstag, 7. November 1989

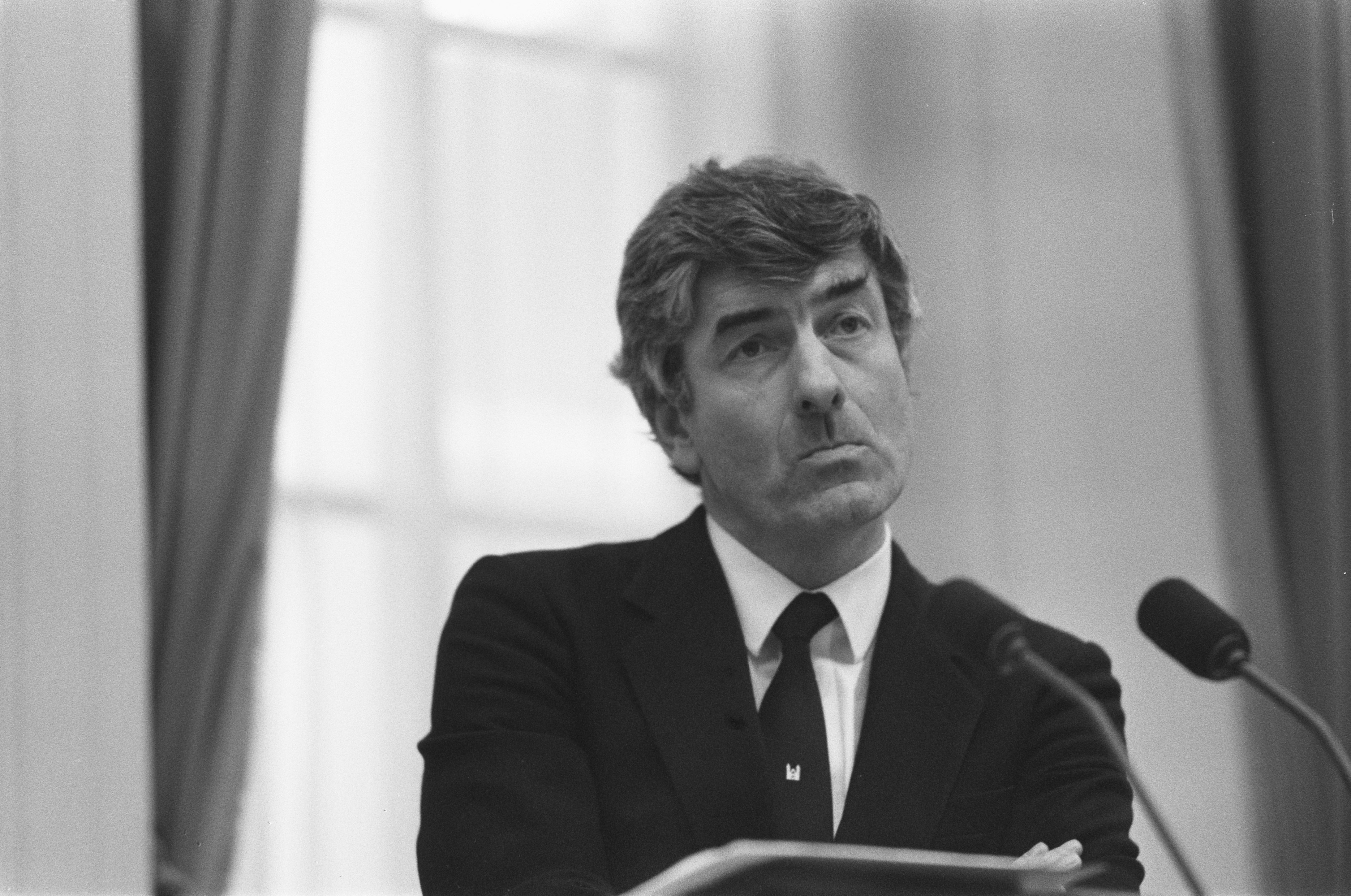
Ruud Lubbers

Offiziell ist die Flagge Südafrikas auch die Flagge Namibias

- Den Haag/Niederlande: Königin Beatrix nimmt den Amtseid des Ministerpräsidenten Ruud Lubbers vom Christlich-Demokratischen Aufruf (CDA) für dessen dritte Amtszeit ab. Die beiden größten Parteien des Landes, der CDA und die Partei der Arbeit, bilden erstmals gemeinsam die Regierung.[16]
- New York/Vereinigte Staaten: Mit David Dinkins (Demokraten) wird erstmals ein Nachfahre afro-amerikanischer Sklaven zum Bürgermeister von New York City gewählt.[17]
- Windhoek/Namibia: Die ersten Wahlen zur Nationalversammlung, die allgemeinen demokratischen Ansprüchen genügen, beginnen im Beisein des Diplomaten der Vereinten Nationen Martti Ahtisaari, der bereits seit elf Jahren den Prozess der Dekolonialisierung im Land begleitet. Der Abzug der Streitkräfte Südafrikas aus dem Land werde Ahtisaari zufolge in den nächsten Wochen abgeschlossen und Namibia dann ein unabhängiger Staat sein.[18][19]

### Mittwoch, 8. November 1989
- Amman/Jordanien: Für die Stimmberechtigten stehen bei der Parlamentswahl 635 Kandidaten und zwölf Kandidatinnen zur Auswahl. Da es ein Verbot politischer Parteien gibt, tritt nur die Moslembruderschaft als koordiniertes Bündnis auf. Ihr Stimmenanteil verhilft ihr zu 20 der 80 Sitze im Parlament.[20]
- Berlin/Deutschland: Willi Stoph (SED) tritt als Vorsitzender des DDR-Ministerrats mitsamt allen Ministern zurück. Stoph gibt als Grund gesundheitliche Beschwerden an. Im Vergleich zum Politbüro des Zentralkomitees (ZK) der SED hat der Ministerrat wenig Entscheidungsgewalt. Das ZK setzt am gleichen Tag einen neuen Ministerrat unter Leitung von Hans Modrow (SED) ein.[21]
- Rüterberg/Deutschland: 90 Bewohner des im Sperrgebiet gelegenen Dorfes rufen eine „Dorfrepublik“ aus. Die DDR riegelte den Ort vor 22 Jahren wegen Streitigkeiten über den Grenzverlauf zur Bundesrepublik Deutschland mit einem Zaun ab.[22]

### Donnerstag, 9. November 1989

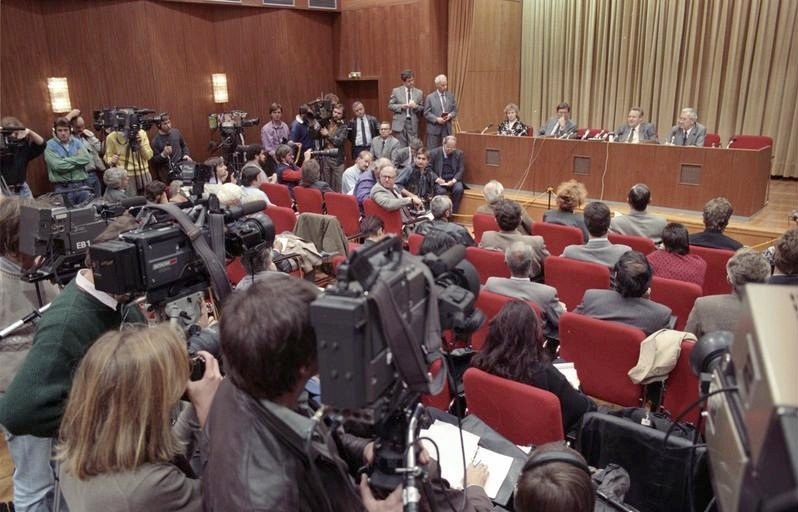
Günter Schabowski, Pressekonferenz

- Ankara/Türkei: Im Amt des Ministerpräsidenten löst Yıldırım Akbulut von der Mutterlandspartei seinen Parteikollegen Ali Bozer ab, der das Amt zehn Tage lang kommissarisch ausübte.[23]
- Berlin/Deutschland: Während einer Pressekonferenz, die live von diversen Rundfunkanstalten der DDR übertragen wird, spricht der Journalist Riccardo Ehrman den Sekretär für Informationswesen Günter Schabowski auf den Reisegesetzentwurf des Zentralkomitees der Sozialistischen Einheitspartei Deutschlands an. Schabowski holt einen Zettel hervor. Danach lassen sich u. a. folgende Worte vernehmen: „[…] jedem Bürger der DDR möglich macht, über Grenzübergangspunkte der DDR auszureisen […] das trifft nach meiner Kenntnis […] ist das sofort, unverzüglich.“[24][25]
- Berlin/Deutschland: Am Grenzübergang Bornholmer Straße gewähren die Beamten ab 23.30 Uhr allen ausreisewilligen Bürgern der DDR ohne Ausweiskontrolle oder sonstige Maßnahmen den Durchgang in den Westteil Berlins. Der diensthabende Hauptmann erhielt von seinen Vorgesetzten auf stundenlanges Nachsuchen keine Weisungen und traf schließlich die Entscheidung zur Grenzöffnung selbst.[26] Deshalb wird meist dies als Zeitpunkt der Öffnung der Berliner Mauer oder kurz Fall der Mauer genannt.
- Bonn/Deutschland: Während einer Tagung über „Verbesserung und Vereinfachung der Vereinsbesteuerung“ im Deutschen Bundestag stimmen die Abgeordneten der Unionsparteien in Reaktion auf die Nachricht vom Fall der Berliner Mauer die dritte Strophe des Lieds der Deutschen an. Die übrigen Anwesenden stimmen mit ein.[27]
- Peking/China: Fünf Monate nach dem Tian’anmen-Massaker gibt das Volkskongress-Plenum dem Gesuch des KPC-Politikers Deng Xiaoping statt, vom Vorsitz der Zentralen Militärkommission zurückzutreten, und bestimmt Jiang Zemin zum Nachfolger. Xiaoping gilt als Wegbereiter des Sozialismus chinesischer Prägung.[28]
- Sofia/Bulgarien: Die hochrangigen Politiker Dobri Dschurow, Georgi Atanassow und Andrei Lukanow (alle Bulgarische Kommunistische Partei) entmachten den kommunistischen Diktator Todor Schiwkow in dessen 36. Regierungsjahr. In den vergangenen Monaten zeigte dieser noch Anzeichen für einen Modernisierungskurs nach dem Vorbild der sowjetischen Glasnost- und Perestroika-Politik. Der potenzielle Nachfolger ist Außenminister Petar Mladenow. Er wird morgen von einem China-Besuch zurückerwartet und soll dann für Reformen nach sowjetischem Vorbild sorgen.[29]
- Warschau/Polen: Während eines Staatsbanketts zu Ehren des deutschen Bundeskanzlers Helmut Kohl und seiner Delegation verbreitet sich die Nachricht: „Die Mauer ist gefallen.“ Ein Abbruch der deutschen Visite in Polen wäre jedoch ein diplomatischer Affront gegenüber dem Gastgeber.[30]

### Freitag, 10. November 1989

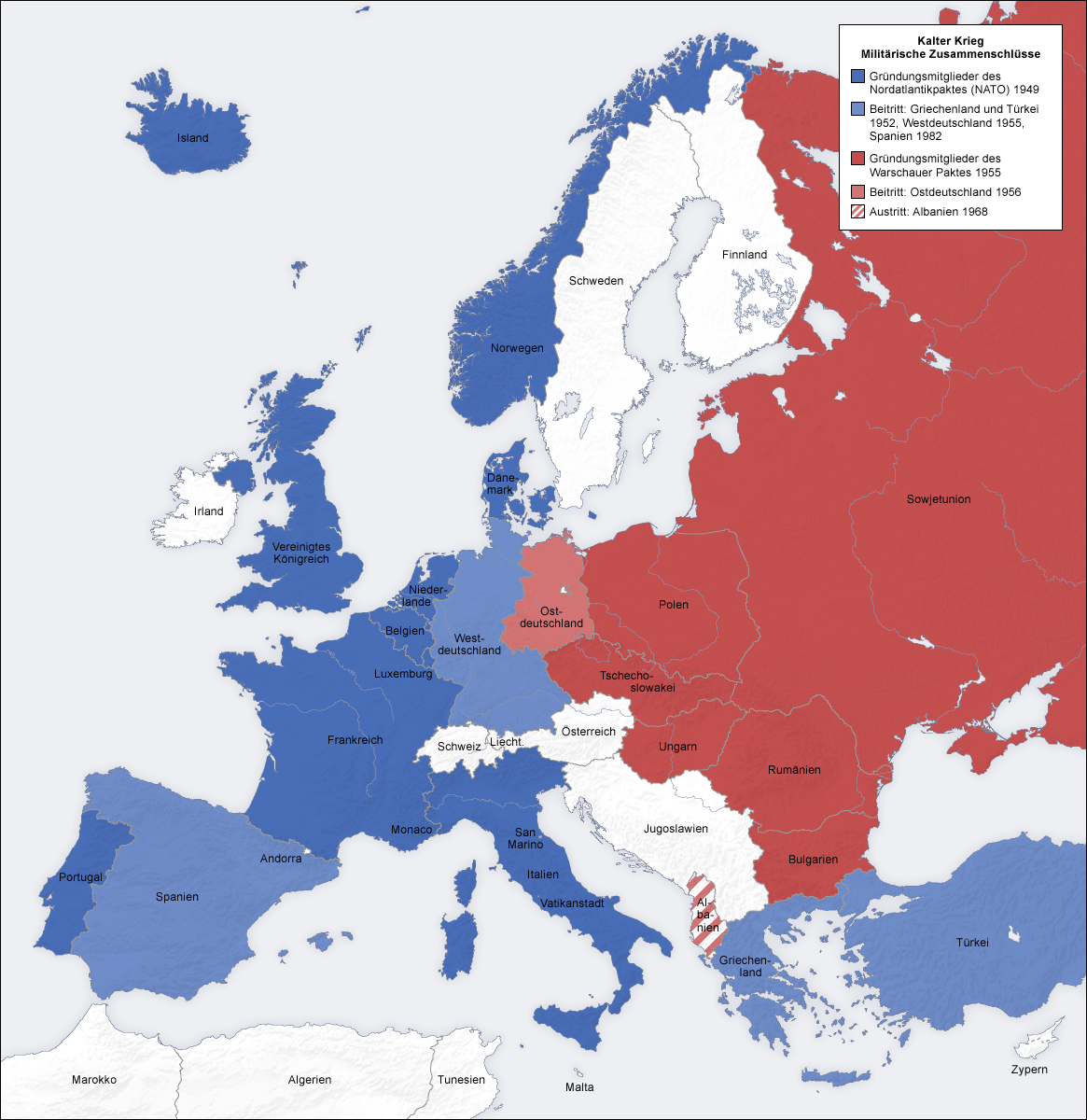
Europa: westliche Hemisphäre in blau, östliche Hemisphäre in rot und blockfreie Staaten in weiß

- Berlin/Deutschland: Seit 0:02 Uhr sind alle Grenzübergänge zwischen Ost-Berlin, DDR, und West-Berlin, BRD, geöffnet. Die strittigste Frage der Deutschen Teilung ist für den Augenblick beantwortet und die Überwindung der politischen und militärischen Teilung Europas erhält eine neue Perspektive.[31]
- Berlin/Deutschland: Nach dem Besuch des Denkmals für den Aufstand im Warschauer Ghetto unterbricht der deutsche Bundeskanzler Helmut Kohl (CDU) wegen des Falls der Berliner Mauer seinen Staatsbesuch in der Volksrepublik Polen mit der Versicherung, ihn später fortzusetzen, und fliegt nach Hamburg. Von dort reist er nach Berlin und präsentiert sich am Sitz des Regierenden Bürgermeisters der Stadt und des Landes Berlin einer Menschenmenge, die ihn während seiner Rede auspfeift.[32]
- München/Deutschland: Der Landesverband Bayern e. V. im Börsenverein des Deutschen Buchhandels und die Stadt München verleihen den Literaturpreis Geschwister-Scholl-Preis an das Buch Briefe an Freya 1939–1945 von Helmuth James Graf von Moltke, der im Kreisauer Kreis wie seine Ehefrau Freya Widerstand gegen den Nationalsozialismus leistete.[33]
- Sofia/Bulgarien: Der intern bereits entmachtete kommunistische Diktator der Volksrepublik Bulgarien Todor Schiwkow gibt den Verzicht auf das Amt des Generalsekretärs des Zentralkomitees der Kommunistischen Partei und auf den Vorsitz im Staatsrat bekannt. Nachfolger in beiden Funktionen wird Petar Mladenow.[34][35]

### Samstag, 11. November 1989

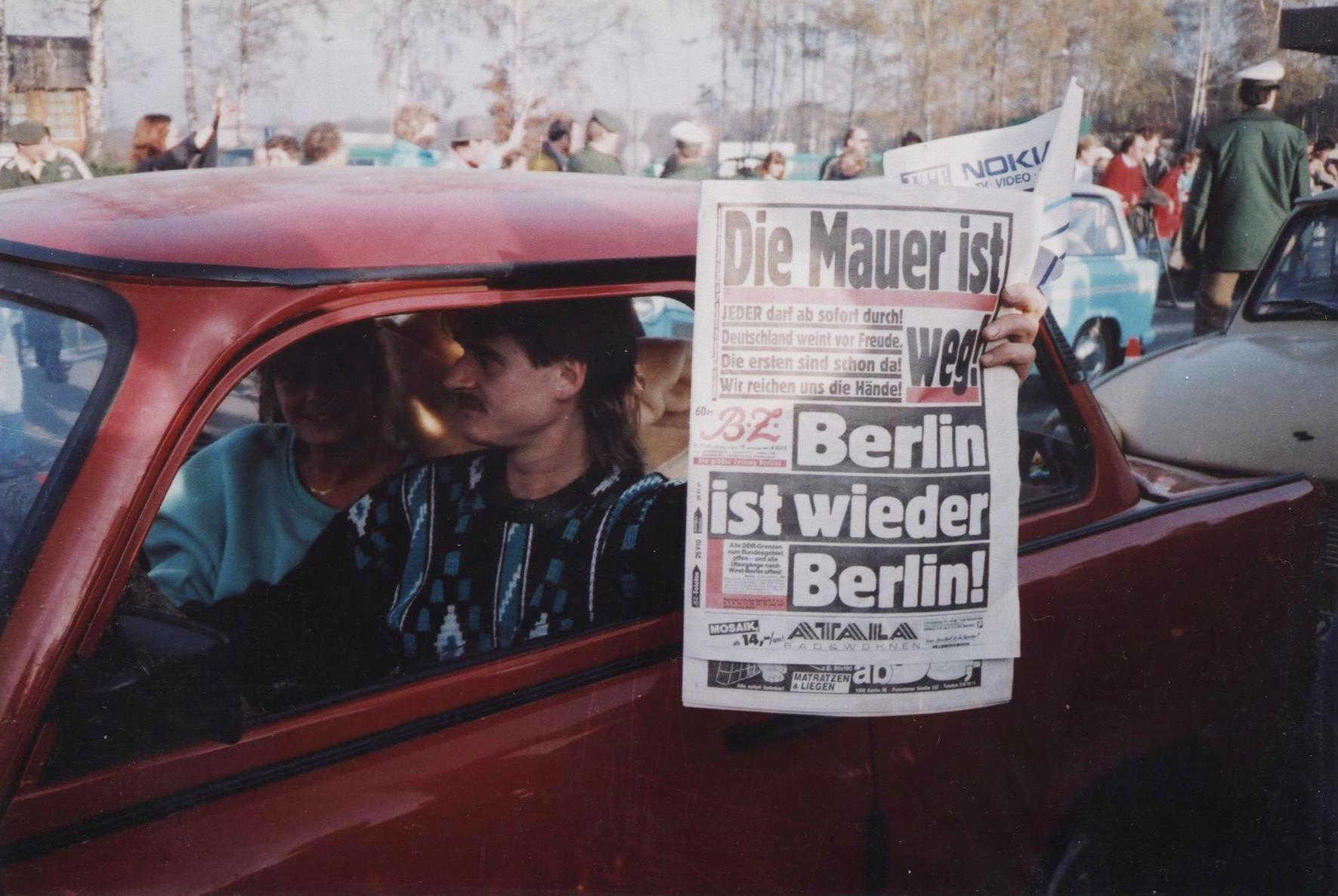
Ausreise aus der DDR in die BRD ohne Kontrollen, im Bild Helmstedt/Marienborn

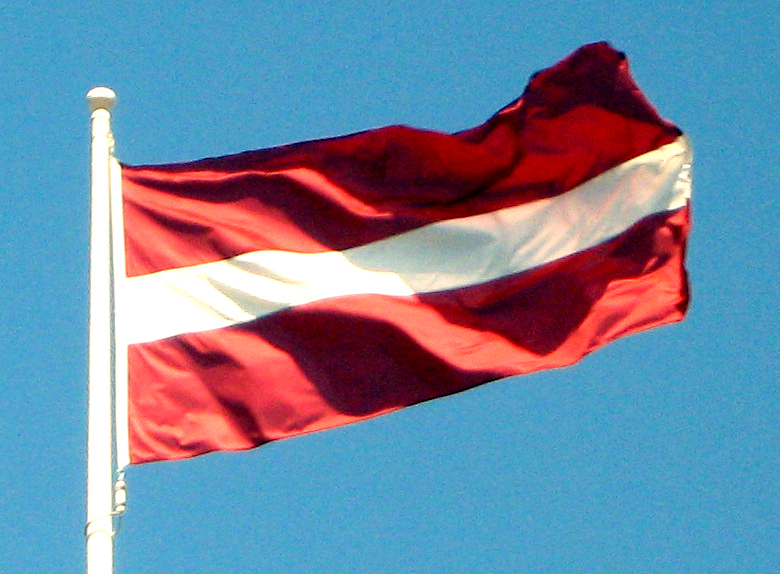
Flagge Lettlands

- Berlin, Helmstedt/Deutschland: Rund 800.000 Bürger der DDR nutzen das erste Wochenende nach dem Fall der Berliner Mauer zu einem Ausflug in die westlichen Sektoren der größten deutschen Stadt. Diese galten bis vor zwei Tagen als „Insel der freien Welt im Roten Meer“. Auf der Autobahn 2 zwischen Berlin und Hannover wird heute der Grenzübergang Helmstedt/Marienborn geöffnet.[36][37]
- Riga/Sowjetunion: Die gesetzlich verbotene rot-weiße Flagge Lettlands wird auf Anordnung des Obersten Sowjets der Lettischen SSR auf dem Rigaer Schloss gehisst. Hier befand sich bis 1940 der Amtssitz des Staatspräsidenten der Republik Lettland.[38]
- San Salvador/El Salvador: 20 Bewaffnete der verbündeten Guerilla-Organisationen El Salvadors nehmen im Sheraton Hotel 100 Menschen als Geiseln, darunter auch Angehörige der Streitkräfte der Vereinigten Staaten, die das Militär des Landes für den Kampf gegen Aufständische trainieren.[39]
- Warschau/Polen: Der Unabhängigkeitstag wird erstmals seit seiner Verlegung auf den 22. Juli (erinnert an 1944) kurz nach dem Zweiten Weltkrieg wieder am 11. November begangen. Dieses Datum bezieht sich auf 1918.[40]

### Sonntag, 12. November 1989

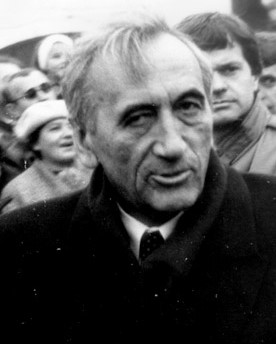
Tadeusz Mazowiecki

- Krzyżowa/Polen: Der deutsche Bundeskanzler Helmut Kohl nimmt seine Polenreise wieder auf und besucht mit dem polnischen Ministerpräsidenten Tadeusz Mazowiecki eine Versöhnungsmesse. Dabei umarmen die Politiker einander demonstrativ und wollen so zur Verbesserung des deutsch-polnischen Verhältnisses beitragen.[41][42]

### Montag, 13. November 1989

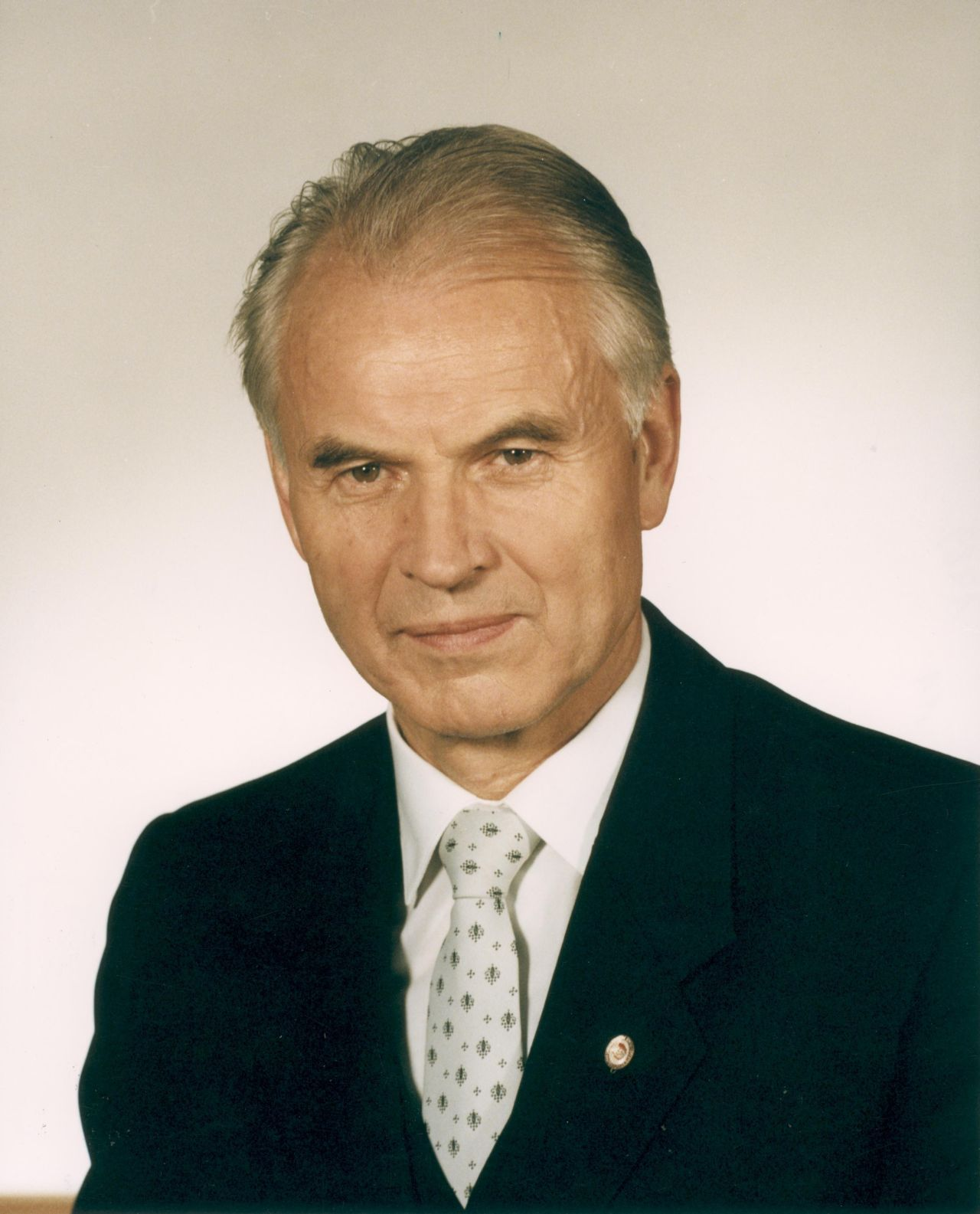
Hans Modrow

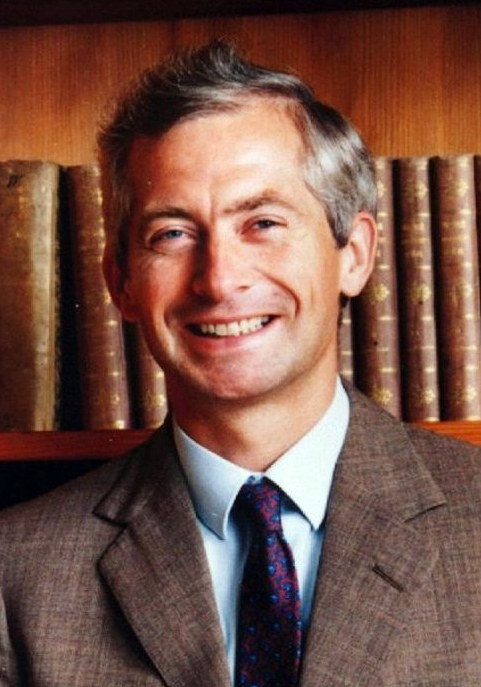
Hans-Adam II. von und zu Liechtenstein

- Beirut/Libanon: Staatspräsident René Moawad beauftragt Selim al-Hoss mit der Bildung einer neuen Regierung. Al-Hoss war bereits zweimal Premierminister des Landes.[43]
- Berlin/Deutschland: Die Volkskammer stimmt der Übertragung des Vorsitzes im Ministerrat auf Hans Modrow (SED) zu. Da das Plebiszit der Regierung Modrow ebenfalls auf der scheindemokratischen Volkskammerwahl von 1986 beruht und die SED-Führungsrolle in der DDR-Verfassung festgeschrieben ist, verfügt in der neuformierten Allparteienregierung weiterhin nur die SED über politische Macht.[44]
- Meyrin/Schweiz: Am Forschungsstandort der Europäischen Organisation für Kernforschung (CERN) wird der Large Electron-Positron Collider (deutsch Großer Elektron-Positron-Speicherring) in Betrieb genommen. Die ringförmige Anlage hat einen Umfang von 27 km und soll der gesteuerten Kollision von Elektronen und Positronen dienen.[45]
- New York/Vereinigte Staaten: Der Zeichentrickfilm Arielle, die Meerjungfrau wird erstmals im Kino aufgeführt.[46]
- San Salvador/El Salvador: Nach Angaben der Streitkräfte starben in den letzten Tagen bei Kämpfen zwischen regierungstreuen Truppen und den verbündeten Guerilla-Organisationen des Landes mehr als 300 Menschen. Die Regierung ruft für San Salvador den Belagerungszustand aus und kontrolliert inzwischen alle Rundfunksender.[47]
- Vaduz/Liechtenstein: Hans-Adam II. aus dem Haus Liechtenstein übernimmt als neuer Landesfürst die Regentschaft von seinem Vater Franz Josef II. Dieser regierte seit 1938 und verstarb heute morgen.[48]

### Dienstag, 14. November 1989
- Frankfurt am Main/Deutschland: Der Chef der bundesdeutschen Gewerkschaft IG Metall Franz Steinkühler warnt vor einem „Ausverkauf der DDR“ und spekuliert, dass westdeutsche Vermittler demnächst Arbeiter aus der wirtschaftlich weitaus schwächer aufgestellten DDR als Leihkräfte auf dem Arbeitsmarkt der Bundesrepublik anbieten werden.[49]
- Windhoek/Namibia: Das Ergebnis der Parlamentswahl, zu der 800 Beobachter ins Land einreisten, wird veröffentlicht. 41 von 72 Sitzen entfallen auf die South-West Africa People’s Organisation (deutsch Südwestafrikanische Volksorganisation), deren militärischer Zweig People’s Liberation Army of Namibia (deutsch Volksbefreiungsarmee Namibias) seit 1966 gegen die Streitkräfte Südafrikas für die Unabhängigkeit des Landes kämpfte.[50]

### Donnerstag, 16. November 1989
- San Salvador/El Salvador: Auf dem Gelände der Universidad Centroamericana suchen circa 30 Mitglieder der regierungstreuen Spezialeinheit Batallón Atlácatl in der Nacht die Wohneinheit des Universitätskanzlers Ignacio Ellacuría auf und töten alle acht anwesenden Personen inklusive des Kanzlers. Der Jesuit Ellacuría bezog seit Jahren Stellung gegen die staatliche Gewalt in El Salvador.[51]
- Straßburg/Frankreich: Zur 85. Sitzung des Ministerkomitees der internationalen Organisation Europarat sind die Staaten Jugoslawien, Polen und Ungarn erstmals eingeladen, sie werden durch ihre Außenminister vertreten. Der Ungar Gyula Horn beantragt die Aufnahme seines Landes in den Europarat.[52]

### Freitag, 17. November 1989
- Prag/Tschechoslowakei: Einen Tag nach Studentenprotesten in Bratislava demonstrieren am 50. Jahrestag der Schließung tschechischer Hochschulen durch das Deutsche Reich 15.000 Menschen, die meisten von ihnen Studenten, für ein „aktives“ Bekenntnis „zu den Idealen von Freiheit und Wahrheit“. Die staatlichen Sicherheitskräfte lösen die Demonstration gewaltsam auf. Die Samtene Revolution beginnt.[53]

### Samstag, 18. November 1989

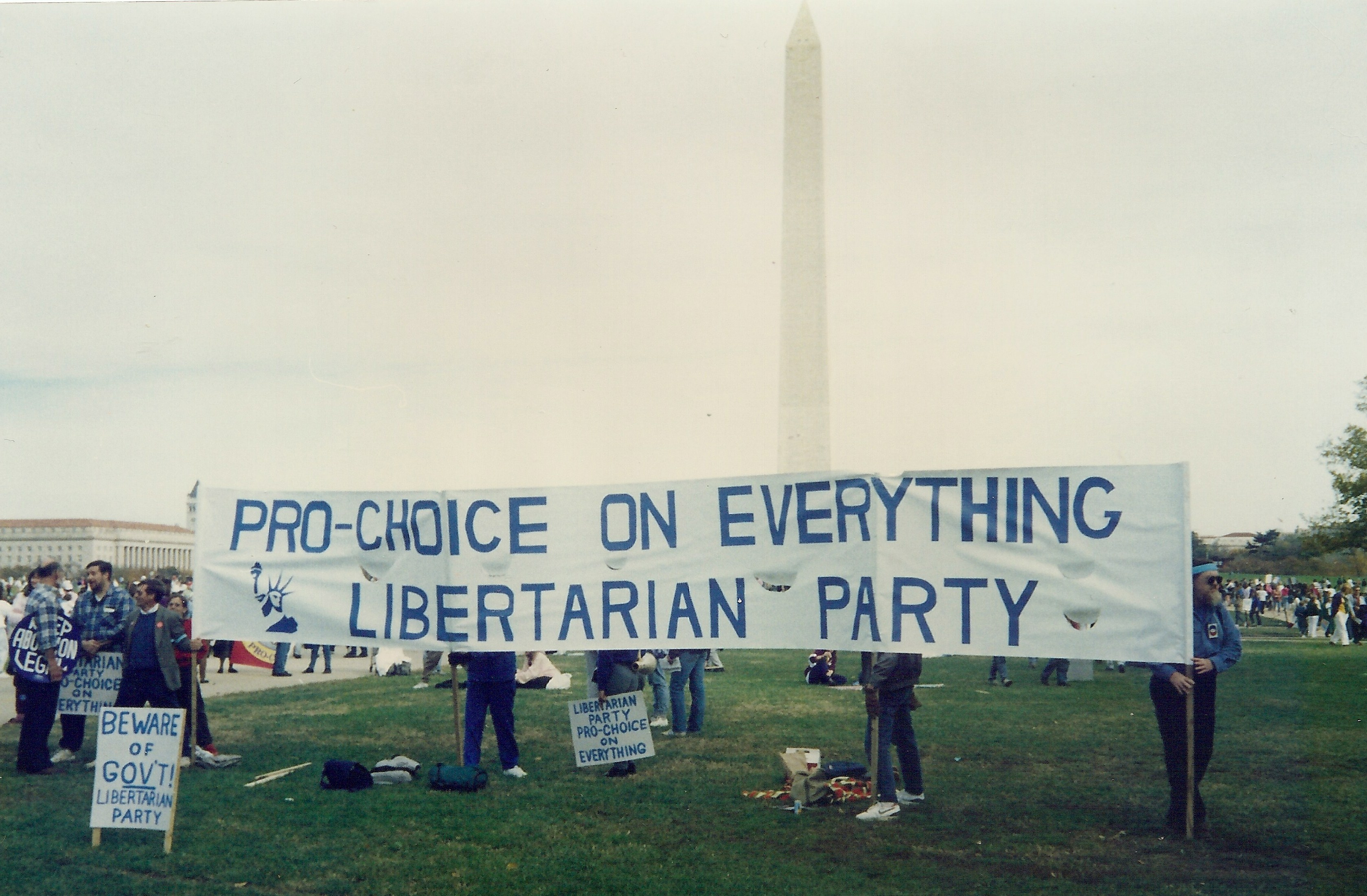
Demonstration für die Rechte der Frauen bei Schwangerschaftsabbrüchen in Washington, D.C.

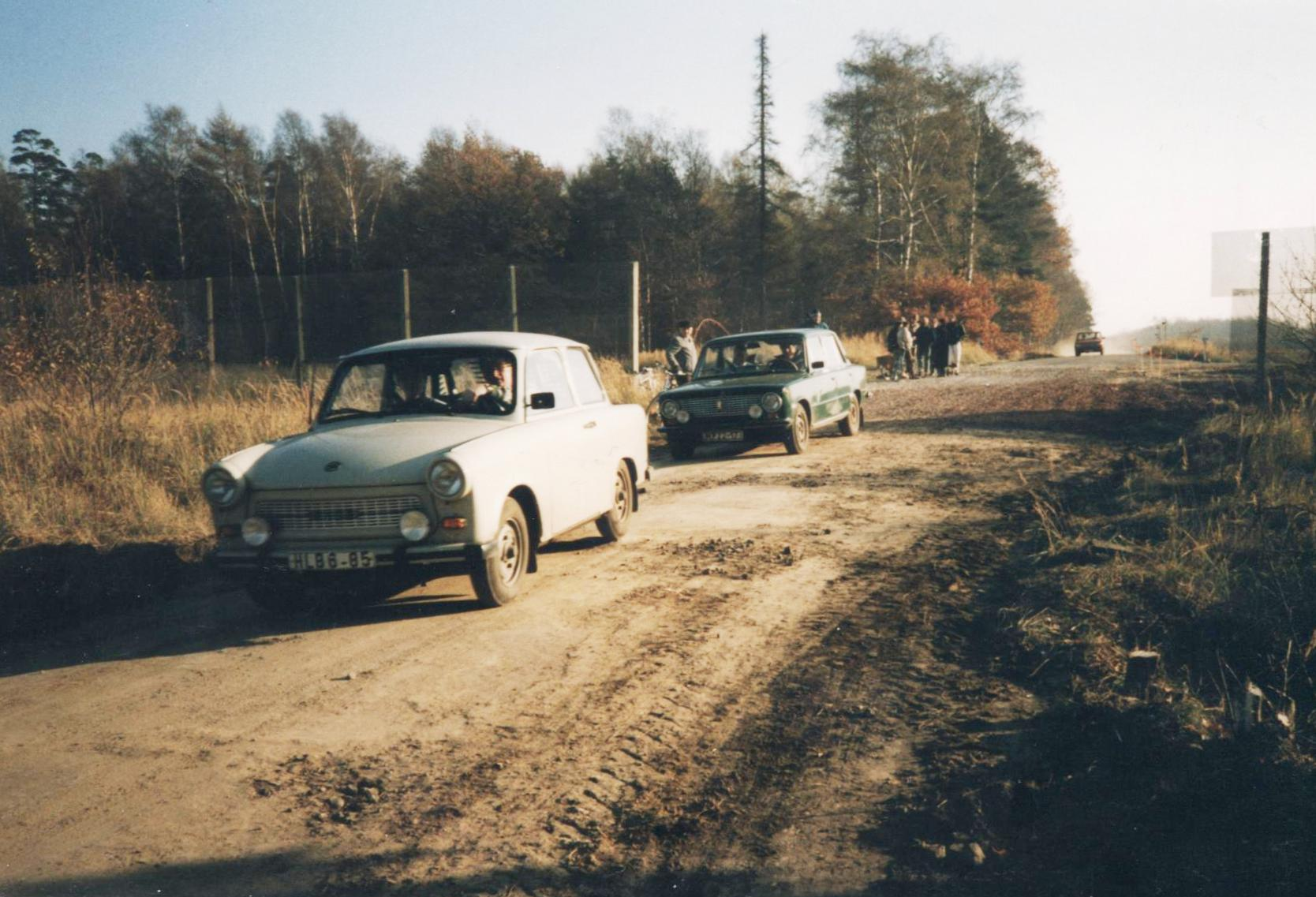
Übergang der F 1 zur B 1 nahe Morsleben

- Harrisburg/Vereinigte Staaten: Der Gouverneur von Pennsylvania Robert Casey unterzeichnet eine Vorlage zur Änderung des Gesetzes über Schwangerschaftsabbrüche, das die Entscheidungsbefugnisse der Schwangeren stärker einschränkt als in jedem anderen Bundesstaat der Vereinigten Staaten. Ärzte, die gegen die Gesetze verstoßen, müssen mit bis zu sieben Jahren Haft rechnen.[54]
- Morsleben/Deutschland: Die Grenzanlagen zwischen der Fernverkehrsstraße 1 und der Bundesstraße 1 werden entfernt. Die Streckenverhältnisse sind schwierig, aber der Zustand der Fahrbahn soll in den nächsten Monaten verbessert werden. Im Laufe des Tages steigt die Anzahl der regulären Übergänge an der innerdeutschen Grenze auf mehr als 50.[55]
- Paris/Frankreich: Im Élysée-Palast kommen die Staatschefs der Mitgliedstaaten der Europäischen Gemeinschaften zu einem Sondertreffen zusammen. Vor dem Diner sagt der deutsche Bundeskanzler Helmut Kohl den Amtskollegen, die „Menschen in der DDR“ müssten über ihre Zukunft im Sinne des Selbstbestimmungsrechts der Völker frei entscheiden können. Der Präsident Frankreichs François Mitterrand erklärt Journalisten später, dass über eine Wiedervereinigung Deutschlands nicht gesprochen worden sei, es herrsche jedoch Einigkeit darüber, die Länder des Ostblocks wirtschaftlich zu unterstützen.[56]
- Prag/Tschechoslowakei: Die Studenten der Karls-Universität treten aus Protest gegen die Polizeigewalt in den Straßen der Stadt am Vortag in den Streik und die Studenten vieler anderer Universitäten im Land folgen dem Vorbild aus der Hauptstadt.[57]
- Riga/Sowjetunion: Etwa 500.000 Menschen erinnern bei einer Demonstration an die Ausrufung der Republik Lettland am 18. November 1918. Diese entstand im Friede von Riga im Jahr 1920 und endete mit der Eingliederung der baltischen Staaten in die Sowjetunion im Jahr 1940. Die Demonstranten fordern freie Wahlen und die Unabhängigkeit der Lettischen SSR.[58]
- Sofia/Bulgarien: Acht Tage nach der Entmachtung des Diktators Todor Schiwkow (Bulgarische KP) versammeln sich auf dem Platz vor der Alexander-Newski-Kathedrale mehr als 50.000 Menschen mit der Forderung nach freien Wahlen. Schiwkow sagte bei seinem Abtritt voraus: „Das System zerfällt […] und keiner kann das verhindern.“[59][60]

### Montag, 20. November 1989

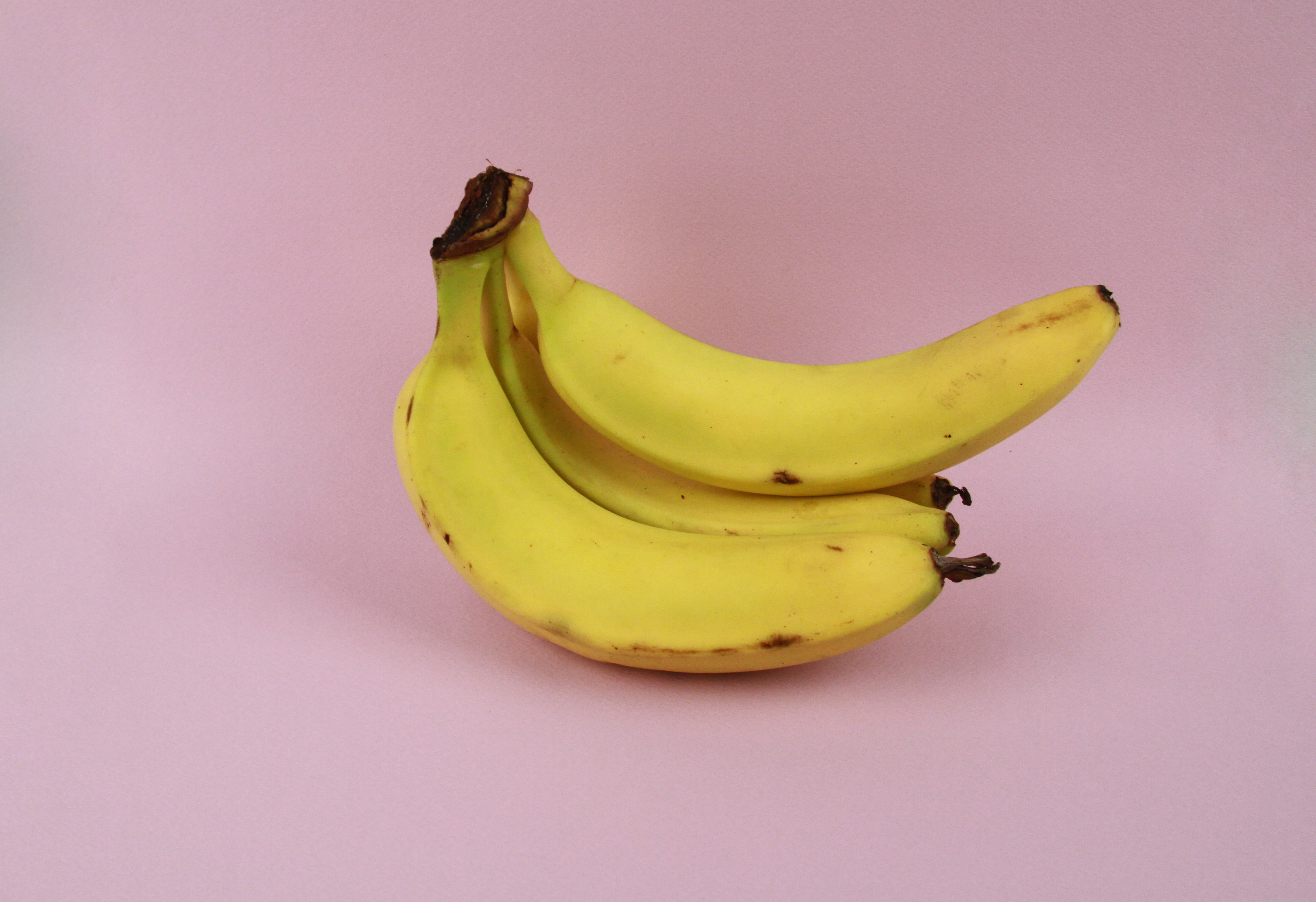
Bananen: Symbol der Wende in der DDR

- Bremen/Deutschland: In einem Interview mit der Zeitung Bremer Nachrichten kritisiert der Bürgerrechtler aus der DDR Sebastian Pflugbeil, der im September das Neue Forum mitbegründete, die unpolitische Einstellung vieler DDR-Bürger seit dem Fall der Berliner Mauer mit den Worten: „Die Leute denken nur noch an Bananen.“[61][62]
- New York/Vereinigte Staaten: Die Generalversammlung der Vereinten Nationen (UN) verabschiedet das Übereinkommen über die Rechte des Kindes. Die Erklärung ist eine Empfehlung ohne verbindliche Auswirkungen auf die Rechtspflege in den einzelnen Ländern. Daher beabsichtigen die UN im nächsten Schritt, Regeln für ein Individualbeschwerdeverfahren zu etablieren.[63]

### Dienstag, 21. November 1989
- Bremen/Deutschland: Das Oberverwaltungsgericht stellt fest, dass der Bremer Bürgermeister Klaus Wedemeier (SPD) dem Bürgerschaft-Abgeordneten der nationalistischen Partei DVU-Liste D Hans Altermann ohne gesetzliche Grundlage die Teilnahme an politischen Veranstaltungen im Rathaus untersagte. Altermann habe das Recht, seine Meinung zu äußern, und für ein Verbot müsse ein konkretes Fehlverhalten vorliegen.[64]

### Mittwoch, 22. November 1989
- Beirut/Libanon: Der am 5. November in sein Amt gewählte Präsident des Libanon René Moawad wird zusammen mit 23 weiteren Menschen bei einem Attentat mit einer Sprengfalle getötet.[65]
- Bern/Schweiz: Die Bundesversammlung erhält den Bericht der Parlamentarischen Untersuchungskommission über deren Abklärungen betreffend so genannter „Vorkommnisse“ im Eidgenössischen Justiz- und Polizeidepartement. Der Bericht erklärt u. a. die Bekämpfung des Betäubungsmittelhandels und der Geldwäscherei durch Bundesanwaltschaft und Politische Polizei, legt aber auch offen, dass im Auftrag der Bundesanwaltschaft von mehr als einem Zehntel der Schweizer Bevölkerung Daten auf Fichen erfasst wurden, um das Land vor Subversion zu schützen.[66]

### Donnerstag, 23. November 1989
- Athen/Griechenland: Der ehemalige Direktor der Bank von Griechenland Xenophon Zolotas nimmt den Auftrag zur Bildung einer Regierung an, die von allen drei großen Parteien des Landes geduldet wird. Die letzten beiden Wahlen zum Griechischen Parlament ergaben für keine der Parteien die absolute Mehrheit und zu einer Koalition fehlt die Bereitschaft.[67]

### Freitag, 24. November 1989

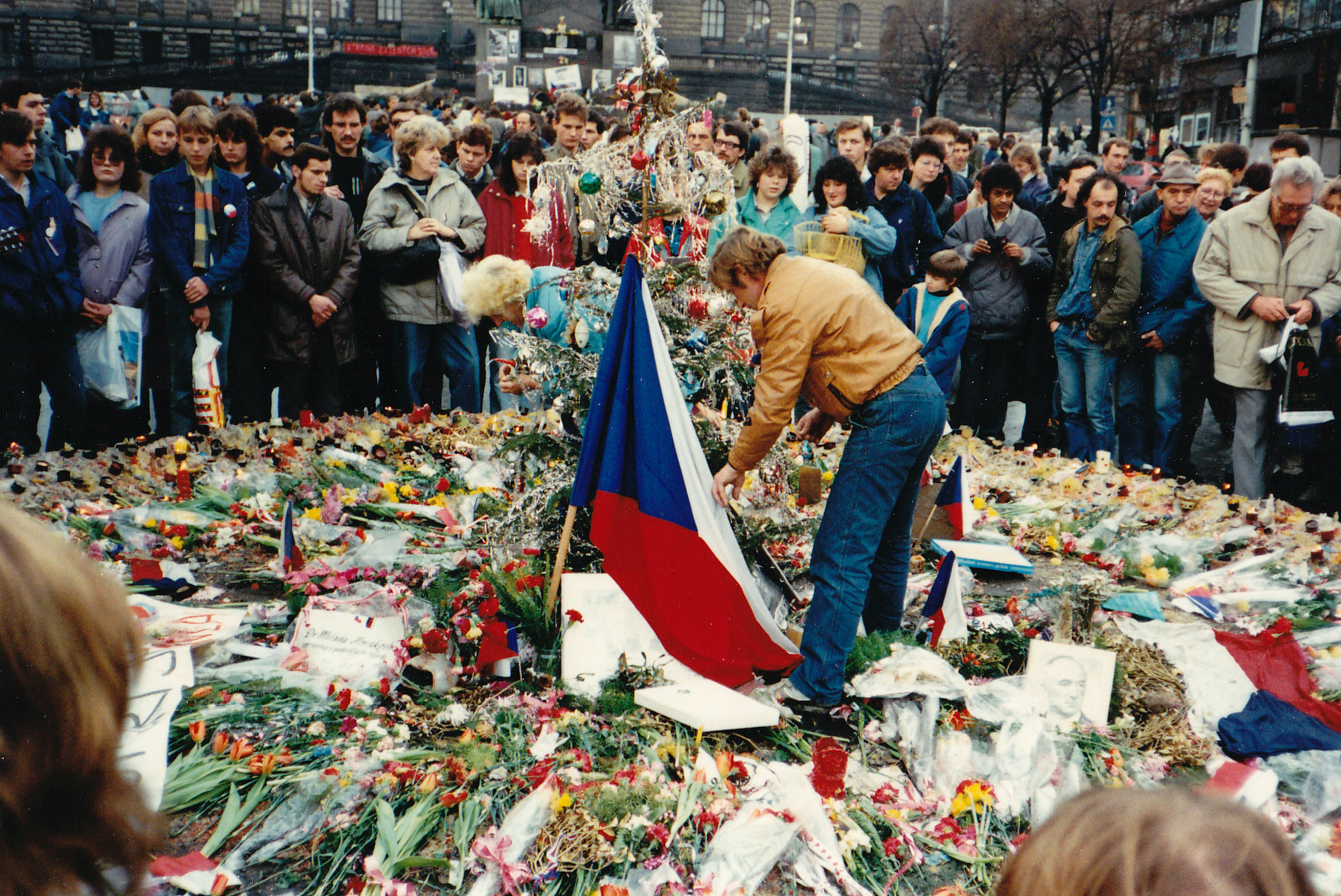
Václav Havel

- Chtoura/Libanon: Die Nationalversammlung wählt auf ihrer Sitzung in der Kleinstadt Chtoura den ehemaligen Minister für öffentliche Arbeiten Élias Hrawi zum Nachfolger des vor zwei Tagen ermordeten Staatspräsidenten René Moawad.[68]
- Moskau/Sowjetunion: Der Generalsekretär des Zentralkomitees der KPdSU und damit de facto Staatsoberhaupt der Sowjetunion Michail Gorbatschow veröffentlicht auf der Titelseite der Zeitung Prawda einen Auszug seiner Schrift „Sozialistische Idee und revolutionäre Perestroika“. Darin wirbt er für eine Wende zu einem „demokratischen und humanistischen Sozialismus“.[69]
- Prag/Tschechoslowakei: Der regierungskritische Dramatiker Václav Havel und der ehemalige Generalsekretär der tschechoslowakischen Kommunistischen Partei Alexander Dubček fordern auf einer Massenkundgebung den Rücktritt des Politbüros des Zentralkomitees der kommunistischen Regierungspartei, welches de facto ohne demokratische Legitimation die politische Macht im Land verkörpert.[70]
- Prag/Tschechoslowakei: Die Führung der regierenden Kommunistischen Partei (KSČ) mitsamt Generalsekretär Miloš Jakeš tritt zurück. Ministerpräsident Ladislav Adamec und Staatspräsident Gustáv Husák, beide Mitglied in der KSČ, äußern zwar keine Rücktrittsgedanken, zeigen sich aber gesprächsbereit im Hinblick auf politische Reformen.[71]

### Sonntag, 26. November 1989
- Bern/Schweiz: Die zweitägige Volksabstimmung zur Abschaffung der Schweizer Armee endet mit einem Bekenntnis zur Beibehaltung der Streitkräfte durch die Stimmberechtigten. Dass jedoch 35,6 % für die Abschaffung votieren, wertet die Gruppe für eine Schweiz ohne Armee als Erfolg.[72]
- Neu-Delhi/Indien: Die im Vorjahr wegen einer Korruptionsaffäre in der Partei Indischer Nationalkongress (INC) gegründete Partei Janata Dal (JD) erreicht bei der Wahl zum Abgeordnetenhaus des Indischen Parlaments rund 17,8 % der Wählerstimmen, zugleich verliert der INC die absolute Mehrheit der Parlamentssitze. Nie zuvor gab es in Indien eine Parlamentswahl, die ohne absolute Mehrheit für eine der politischen Parteien endete. Beobachter rechnen nun mit einer Minderheitsregierung aus der JD und kleineren Parteien.[73]
- Vereinigte Staaten: Der New-Wave-Band Squeeze, dem Sänger Syd Straw sowie dem Gitarristen Elliot Easton wird die Ehre zuteil, als erste Künstler im neu geschaffenen Format Unplugged im Fernsehprogramm von MTV aufzutreten.[74]

### Montag, 27. November 1989

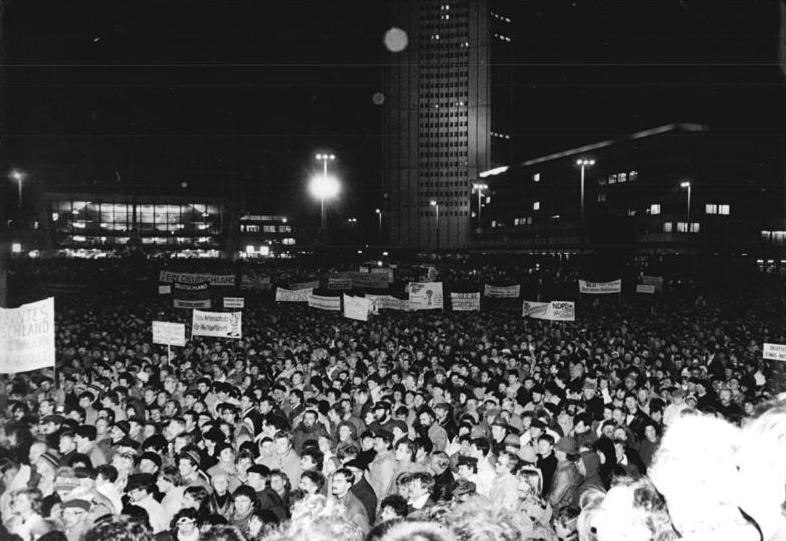
Leipzig, DDR

- Leipzig/Deutschland: An der heutigen Montagsdemonstration nehmen nach Angaben der Nachrichtenagentur ADN rund 200.000 Menschen teil. Der lauteste Ruf der Menge ist „Deutschland einig Vaterland“, eine Zeile aus dem Text der Nationalhymne der DDR, die wahrscheinlich der Grund ist, warum die Hymne seit 1972 von staatlicher Seite aus durchgehend instrumental dargeboten wird.[75]
- Tschechoslowakei: Landesweit legen drei Viertel der Arbeitnehmer um 12:00 Uhr für zwei Stunden die Arbeit nieder. Die in Prag konzentrierte oppositionelle Bewegung beweist damit, dass jede Provinz des Landes hinter ihr steht. Die Forderung der Streikenden lautet: „Schluss mit der Einparteienherrschaft (der Kommunistischen Partei).“[76]

### Dienstag, 28. November 1989
- Bonn/Deutschland: Bundeskanzler Helmut Kohl greift im Bundestag die Rufe nach dem Ende der Deutschen Teilung aus „dem Volk der DDR“ auf und präsentiert unangekündigt einen Zehn-Punkte-Plan zur weiteren Gestaltung der Beziehungen zwischen den beiden deutschen Staaten. Ohne die Tatsache des eingeschränkten Selbstbestimmungsrechts der Deutschen Nation zu streifen, erklärt Kohl, dass die „Wiedervereinigung“ das politische Ziel der Bundesregierung sei. Mit Rücksicht auf die Europäische Integration erwähnt er jedoch sechs Mal das Wort „Europa“.[77]
- Moskau/Sowjetunion: Der Oberste Sowjet beordert den Sonderbeauftragten für die Region Bergkarabach Giorgi Wolski zurück nach Moskau und unterstellt das mehrheitlich von Armeniern besiedelte Gebiet wieder der Kontrolle der Aserbaidschanischen SSR. Eine Beilegung des Konflikts zwischen Armeniern und Aserbaidschanern gelang Wolski nicht.[78]

### Mittwoch, 29. November 1989

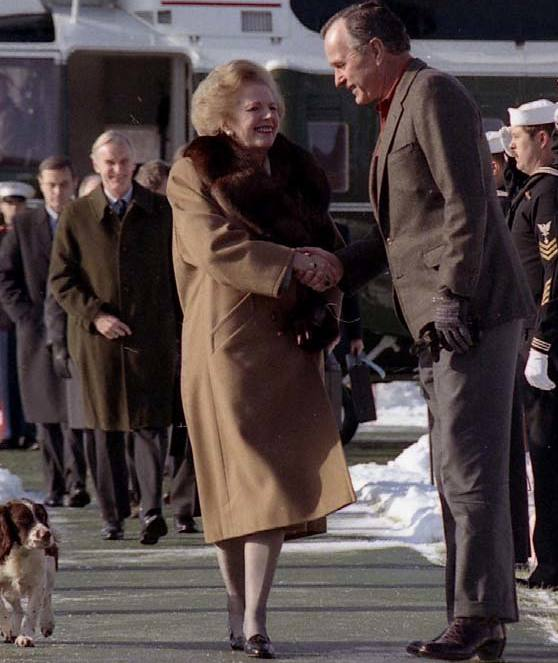
Margaret Thatcher, George Bush

- London/Vereinigtes Königreich, Moskau/Sowjetunion, Paris/Frankreich, Washington, D.C./Vereinigte Staaten: Die Hauptsiegermächte des Zweiten Weltkriegs reagieren unterschiedlich auf das von Bundeskanzler Helmut Kohl im Bundestag vorgetragene Zehn-Punkte-Programm, das die Kontrollrechte der Siegermächte nicht berücksichtigt. Die Vereinigten Staaten zeigen sich offen für die weitere Entwicklung, die Sowjetunion beklagt die Einmischung in die Belange der Bürger der DDR, Frankreich fühlt sich überrumpelt und das Vereinigte Königreich in Person von Premierministerin Margaret Thatcher stellt klar: „Eine Wiedervereinigung steht nicht auf der Agenda.“[79]

### Donnerstag, 30. November 1989
- Bad Homburg/Deutschland: Unbekannte verüben ein Bombenattentat auf den Vorstandssprecher der Deutschen Bank Alfred Herrhausen. Alfred Herrhausen stirbt, sein Chauffeur überlebt den Anschlag leicht verletzt. Der mutmaßliche Urheber der Tat ist die Terrororganisation Rote Armee Fraktion.[80]

## Weblinks

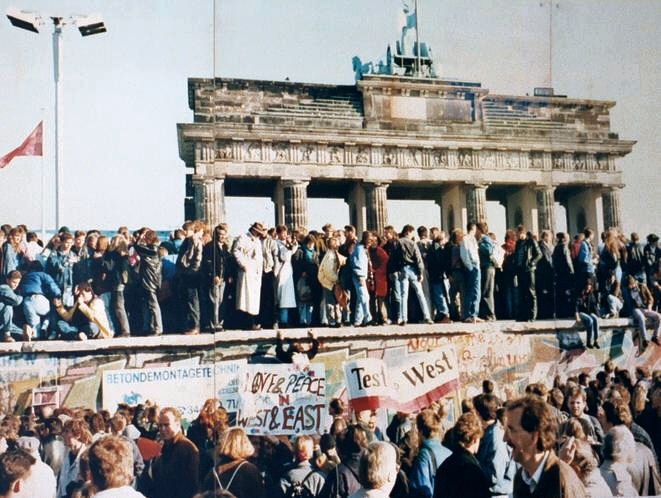
Berlin im November 1989